# Culicoides okazawai
Culicoides okazawai är en tvåvingeart som beskrevs av Yuiti Wada 1990. Culicoides okazawai ingår i släktet Culicoides och familjen svidknott. Inga underarter finns listade i Catalogue of Life.